# Paul de Vrees
Paulus Andreas Hubertus (Paul) de Vrees (Eindhoven, 25 januari 1955 – Amsterdam, 10 februari 2024) was een lichttechnicus binnen de Nederlandse theaterwereld als ook drummer.
Hij was zoon van Maria Cecilia Siteur en Petrus Hubertus Cornelis de Vrees.
Hij groeide op in en om Eindhoven en doorliep aldaar de middelbare school via de Lagere Technische School (1968-1972). Hij bleef daar niet steken, maar trok naar Amsterdam en kwam daar binnen tijdens de hevige kraaktijdperk in de jaren tachtig en punk. Hij werd drummer van "Rockin' Billy & the Blue Dots" (samengesteld uit krakers) en ook "De Volle Pont" van Frans de Wit. De bandjes die nooit echt doorbraken speelden een gemengde setlist van garagerock tot nederbeat op feesten en partijen. Hij zou circa 35 jaar achter het drumstel zitten. 
Dat drummen combineerde hij dan met werk in de theaters, met name voor Bambie, waarmee hij de wereld rondtrok. Hij verzorgde het licht en timmerde wat af in decorstukken of herstelde defecten. Dat deed hij ook bij bijvoorbeeld Toneelgezelschap Hooker Bewth, Vals Bloed, Nationaal Fonds, De Daders, De Federatie, Nieuw West, Nationale Opera & Ballet (1987, Hans van Manen: Face), en Slagwerkgroep Den Haag. Hij zou tot 2013 voor Bambie werken. Hij werd echter het rondreizen steeds meer beu en zocht ander werk. Hij vond dat in een geheel andere tak van sport, het onderwijs. Hij werd conciërge en timmerman in de Oscar Carréschool in de Eerste Jan van der Heijdenstraat in De Amsterdamse De Pijp. Hij werkte daarbij door zijn pensioen heen, totdat longkanker en botkanker hem velden.
Hij werd gecremeerd op De Nieuwe Ooster, waarbij De Volle Pont afscheid van hem nam met I'm Only Sleeping van The Beatles.  